# ダニエル・ケクラン

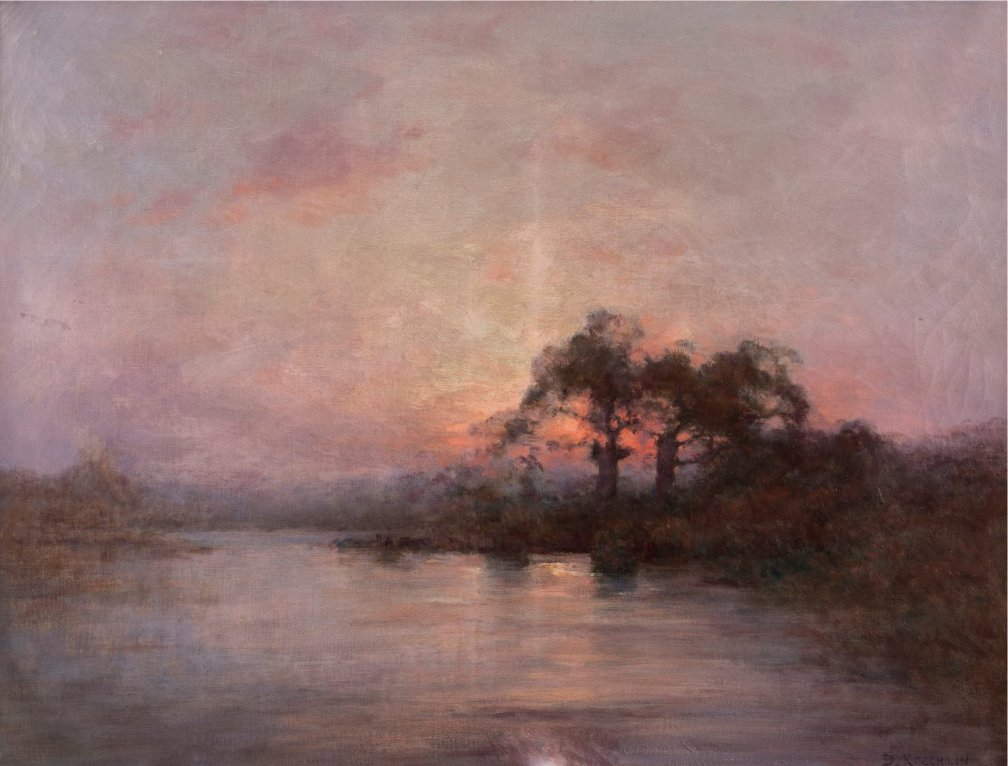
ダニエル・ケクラン作『湖の夕日』

ダニエル・ケクラン（Daniel Koechlin、1845年12月4日 - 1914年4月2日）はフランスの画家である。ミュルーズの有力な実業家の一族の出身で風景画を描いた。

## 略歴
フランスの繊維産業の中心地であったアルザスのミュルーズで生まれた。スイスのシャフハウゼン州に出自を持ち18世紀初めに織物業を創業して成功した実業家の一族であるケクラン家の出身で、父親のジュール・ケクラン（Jules Koechlin: 1816-1882）はミュルーズとパリで会社を経営した。ダニエル・ケクランは長男で、弟のシャルル・ケクラン（1867-1950）は作曲家として知られている。ケクラン家は美術収集家としても知られている。ダニエル・ケクランは一族の繊維会社で働きながら絵を描くようになり、1869年にはエジプトへも旅した
。
1870年7月に普仏戦争に動員され退役した後、パリの画家、ジャン＝ジャック・エンネルの工房に通い絵を学んだ。普仏戦争でミュルーズはドイツ帝国に併合された。1910年代になって創設された普仏戦争記念勲章（Médaille commémorative de la guerre 1870-1871）を受勲した。
1874年から、ノルマンディーの風景を描いた作品をパリのサロンに出展し
、1880年から1912年の間はフランス芸術家協会の展覧会に出展し、1901年に会員となった。
1882年にミュルーズ近郊のキンガースハイム(Kingersheim)出身の女性と結婚した。ノルマンディーの海岸の街ヴィレール＝シュル＝メール（Villers-sur-Mer）の母親が所有する別荘にしばしば滞在した。
1914年にキンガースハイムで亡くなった。